# Eduard Wondrák
Eduard Wondrák (27. října 1919 Žatec – 10. dubna 1996 Olomouc) byl český lékař. Kromě lékařské práce, přednášek na Lékařské fakultě Univerzity Palackého a publikační činnosti z oboru chirurgie a traumatologie se zabýval historií lékařství a je autorem několika knih s touto tematikou.

## Život
Pocházel z česko-německé rodiny ze Žatce. Po absolvování reálného gymnasia v Praze, kam se rodina přestěhovala, uvažoval nejprve o studiu filozofie či germanistiky, ale nakonec se rozhodl pro studium medicíny. Po otci mu bylo v roce 1939 přiděleno německé občanství a byl nucen přejít na pražskou Německou univerzitu, kde promoval v dubnu 1945. Jeho matka se stala 7. května 1945 obětí německé střelby v ulici.
Jako lékař působil nejprve v nemocnici v Litoměřicích, později jako okresní chirurg a traumatolog v Lovosicích. Mezitím mu bylo vráceno československé občanství. Poté, co se oženil a přestěhoval do Olomouce, nastoupil v roce 1956 do olomoucké fakultní nemocnice. Po atestaci 2. stupně z oboru chirurgie působil od roku 1962 také na Lékařské fakultě Univerzity Palackého. V roce 1964 se stal kandidátem věd a roku 1965 habilitoval na docenta. Vedl katedru úrazové chirurgie. V 70. a 80. letech byl opakovaně katedrou navrhován na profesora, jmenován profesorem však byl až v roce 1991, dlouho po svém odchodu do důchodu (1984).

## Pracovní a mimopracovní aktivity
Eduard Wondrák publikoval více 360 odborných prací ze svého oboru, z toho téměř stovku v zahraničních periodikách a sbornících. Jeho skripta Traumatologie pro studenty olomoucké lékařské fakulty z roku 1966 se dočkala několika reedic a v roce 1998 rozšíření jeho nástupcem Pavlem Maňákem. Během svého života pracoval také v Československém červeném kříži a Československé společnosti pro šíření věd a techniky při ČSAV, byl členem dalších československých i zahraničních spolků.
Již za svého působení v severních Čechách se začal zabývat regionálním kulturně-historickým bádáním z oblasti dějin lékařství, pokračoval v tom i po přestěhování do Olomouce. Psal česky i německy a zaměřil se na významné lékaře, spojené s těmito místy (Vavřinec Span ze Spanova, Ernst Weiss, Vincent Alexandr Bochdalek). Působil ve výboru Vlastivědné společnosti muzejní v Olomouci jako předseda pro dějiny lékařství a v letech 1973-1976 byl předsedou společnosti. Byl velkým propagátorem myšlenek Alberta Schweizera - je autorem jeho první české biografie a napsal komentáře k vydání jeho knih. Další Wondrákovy publikace pojednávají o zakladateli anatomie Andreasi Vesaliovi, o epidemiích moru nebo o prusko-rakouské válce z pohledu lékaře. Některé z jeho prací byly vydány v zahraničí. Ve svých šedesáti letech vydal vlastním nákladem drobnou sbírku poezie Pět kouzel a jiné básně a dva roky před smrtí další sbírku Ohlédnutí.

## Výběr z publikací
- Traumatologie: repetitorium pro studující lékařství (1966)
- Albert Schweitzer (1968)
- Krev smyly deště: osudy a utrpení roku 1866 (1989)
- Historie moru v českých zemích (posmrtně 1999)